# Altan Khan
A Nhĩ Thản Hãn (Altan Khan) của người Tümed (1507 - 1582; Tiếng Mông Cổ: Алтан хан, tiếng Trung Quốc: 阿爾坦汗), tên được đặt là Anda (trong tiếng Mông Cổ: ᠠᠨᠳᠠ; tiếng Trung Quốc: 俺答), là thủ lĩnh của người Mông Cổ Tümed, và nhà cai trị thực tế của các bộ lạc phương Tây của người Mông Cổ. Ông là cháu trai của Dayan Khan (1464 - 1543), hậu duệ của Hốt Tất Liệt (1215 - 1294), người đã hợp nhất một liên minh bộ lạc giữa người Khalkha ở phía bắc và người Chahar ở phía nam. Tên của ông có nghĩa là "Khả hãn vàng" trong tiếng Mông Cổ.

## Củng cố quyền lực
Borjigin Barsboladiin Altan là con trai thứ hai của Bars Bolud Jinong, và là cháu trai của Batumongke Dayan Khan, người đã tái thống nhất giới quý tộc Mông Cổ trong nỗ lực giành lại vinh quang của nhà Nguyên. Altan Khan cai trị Tümed và thuộc phe cánh hữu của người Mông Cổ cùng với anh trai Gün Bilig, người trị vì Ordos. Sau cái chết của Gün Bilig năm 1542, Altan trở thành thủ lĩnh thực tế của toàn bộ cánh hữu và được trao danh hiệu, "Tösheetü Sechen Khan".

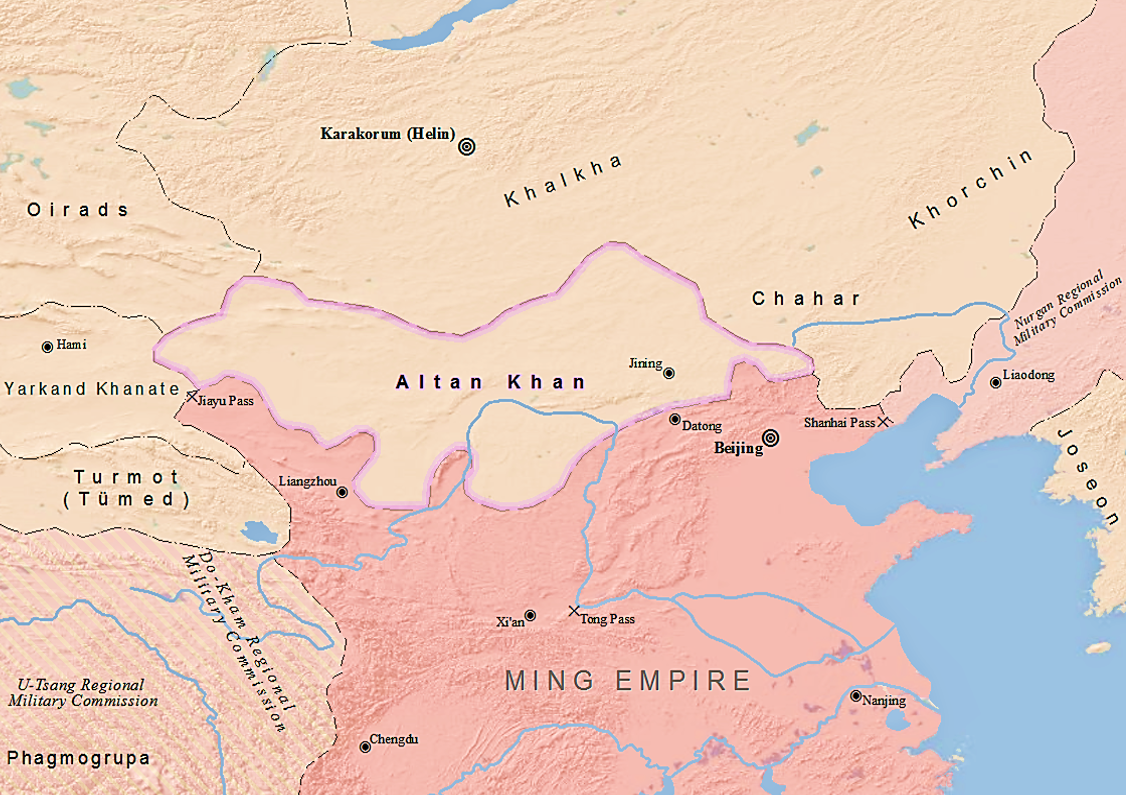
Khu vực mà Altan Khan kiểm soát.

Khi Bodi Alagh Khan, Khả hãn của người Mông Cổ từ Chahar, qua đời năm 1547, Altan buộc người kế vị của Bodi Alagh là Darayisung Küdeng Khan phải chạy trốn về phía đông. Năm 1551, Darayisung đã thỏa hiệp với Altan để đổi lấy việc trao danh hiệu "Gegeen Khan" cho ông. Altan Khan, người cai trị Ordos tumen của Hoàng Hà được đặt rất tốt để giữ áp lực đối với người Trung Quốc và người Mông Cổ Oirat ở Tây Tạng trong khi phát triển cả nông nghiệp và thương mại.
Altan Khan cũng thành lập thành phố Köke Khota (Hohhot, nghĩa là "Thành phố xanh"), hiện là thủ phủ của Khu tự trị Nội Mông của Cộng hòa Nhân dân Trung Hoa. Có một bức tượng ấn tượng về ông ở một trong những quảng trường chính của thành phố.

## Khai thác quân sự
Altan Khan đã sử dụng sức mạnh quân sự của mình để đe dọa vương triều Minh của Trung Quốc. Ông đã dẫn đầu các cuộc đột kích vào nội địa Trung Quốc vào năm 1529, 1530 và 1542 trở về với sự cướp bóc và chăn nuôi. Năm 1550, ông vượt qua Vạn Lý Trường Thành và bao vây Bắc Kinh, đốt cháy vùng ngoại ô. Năm 1552, Altan Khan giành quyền kiểm soát phần còn lại của Karakorum, thủ đô cũ của Mông Cổ. Hoàng đế Trung Quốc đã buộc phải trao quyền thương mại đặc biệt cho hãn quốc, sau khi ký hiệp ước hòa bình với ông năm 1571, cho phép họ đổi ngựa lấy lụa, điều này càng củng cố kinh tế. Trong triều đại của mình, ông đã thực hiện một số chiến dịch quân sự thành công ở phía tây chống lại những người Oirat nổi loạn, người Kazakh và người Slovak, đưa họ trở lại dưới sự cai trị của ông.

## Qua đời và người kế vị

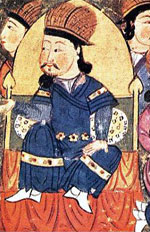
Tranh vẽ Altan Khan.

Altan Khan qua đời năm 1582, chỉ bốn năm sau cuộc gặp với Đức Đạt Lai Lạt Ma thứ ba. Lúc đó ông 74 hoặc 75 tuổi. Altan Khan được kế vị bởi con trai của ông, Sengge Düüreng, người được triều đình nhà Minh ủng hộ. Cháu trai của Altan Khan, Yonten Gyatso, được chọn làm Đạt Lai Lạt Ma thứ 4.